# Normanby Hall

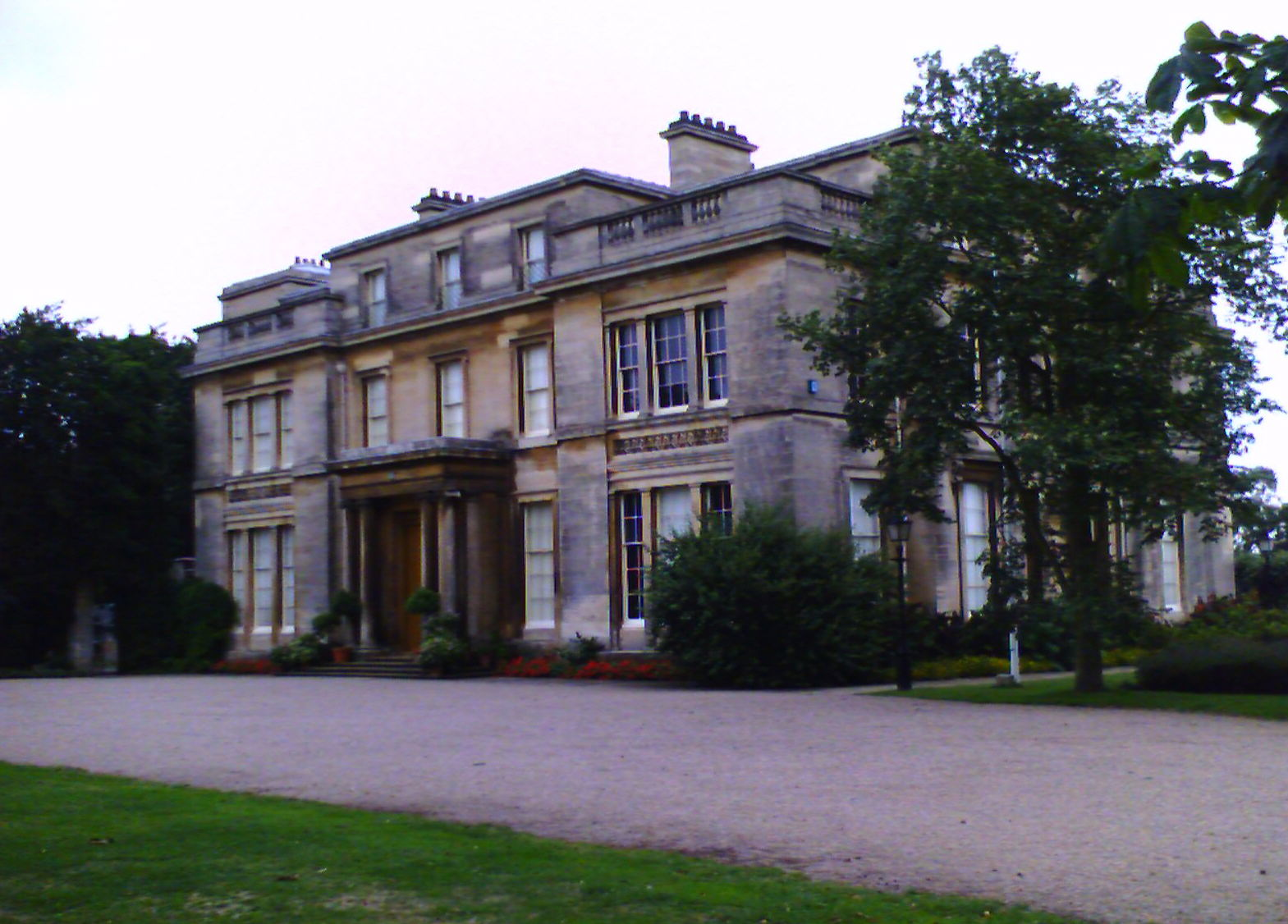
Normanby Hall

Normanby Hall ist ein klassisches Herrenhaus im Dorf Burton-upon-Stather, 8 km nördlich von Scunthorpe in der englischen Verwaltungseinheit North Lincolnshire.
Das heute zu sehende Haus ließ Sir Robert Sheffield  1825–1830 nach den Plänen von Robert Smirke errichten. Die Familie Sheffield hatte auf diesem Anwesen seit 1539 gelebt und sie führten die Titel der Dukes of Buckingham and Normanby und der Baronets Sheffield. Das bis heute erhaltene Haus ersetzte ein frühes Gebäude aus dem 17. Jahrhundert.
John Sheffield wurde 1703 Duke of Buckingham and Normanby. In London ließ er ein schönes Stadthaus namens Buckingham House bauen. Sein Sohn, Edmund Sheffield, verkaufte dieses Haus an Georg III.; es ist heute als Buckingham Palace bekannt.
Das Herrenhaus wurde von 1906 bis 1908 nach den Plänen von Walter Brierley umgebaut und erweitert.
Die Familie Sheffield verließ Normanby Hall 1963. Sie gehört heute dem North Lincolnshire Council. Das frühere, 1,4 km² große Anwesen ist heute ein Landschaftspark. Dort gibt es restaurierte eingefriedete Gärten aus viktorianischer Zeit, ein Bauernhofmuseum, einen Stallhof, Ententeiche, ein Rehgehege, einen Fischweiher, eine Minieisenbahn und Laubmischwald.
Samantha Cameron, Gattin des konservativen Premierministers David Cameron und ältere Tochter des 8. Baronets Sheffield, wuchs auf dem Anwesen auf.

## Galeriebilder

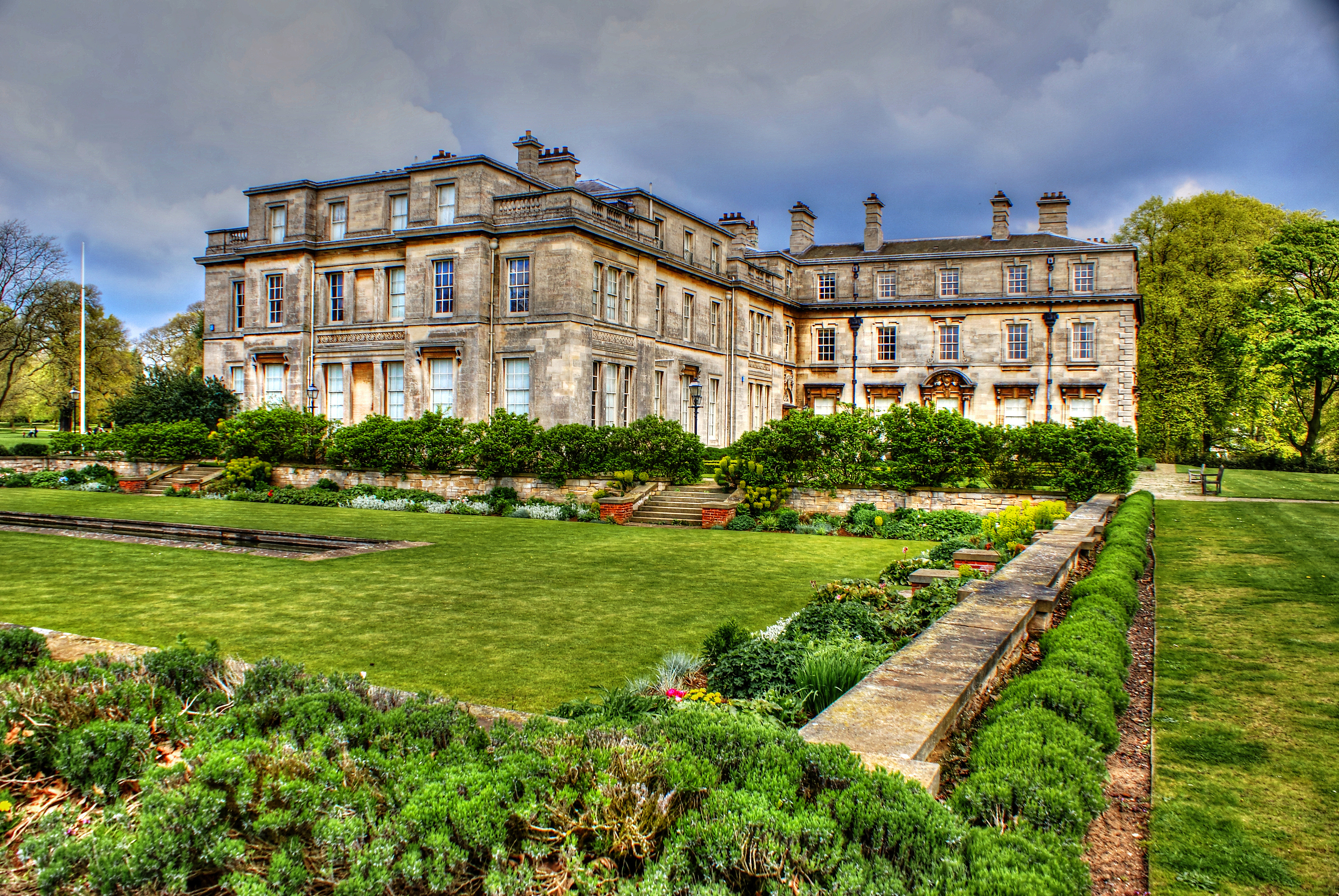
Herrenhaus mit Zierteich
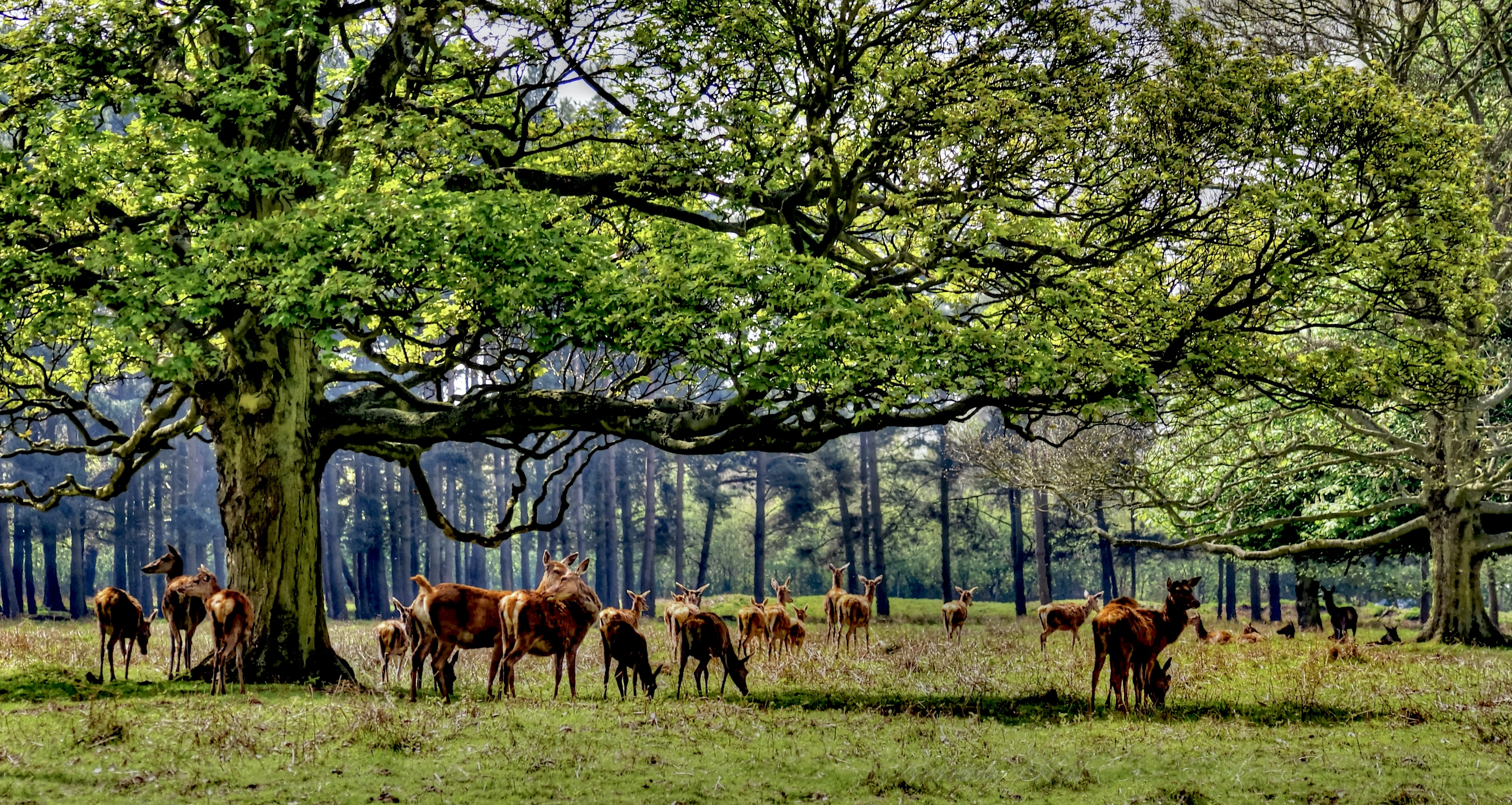
Rehpark
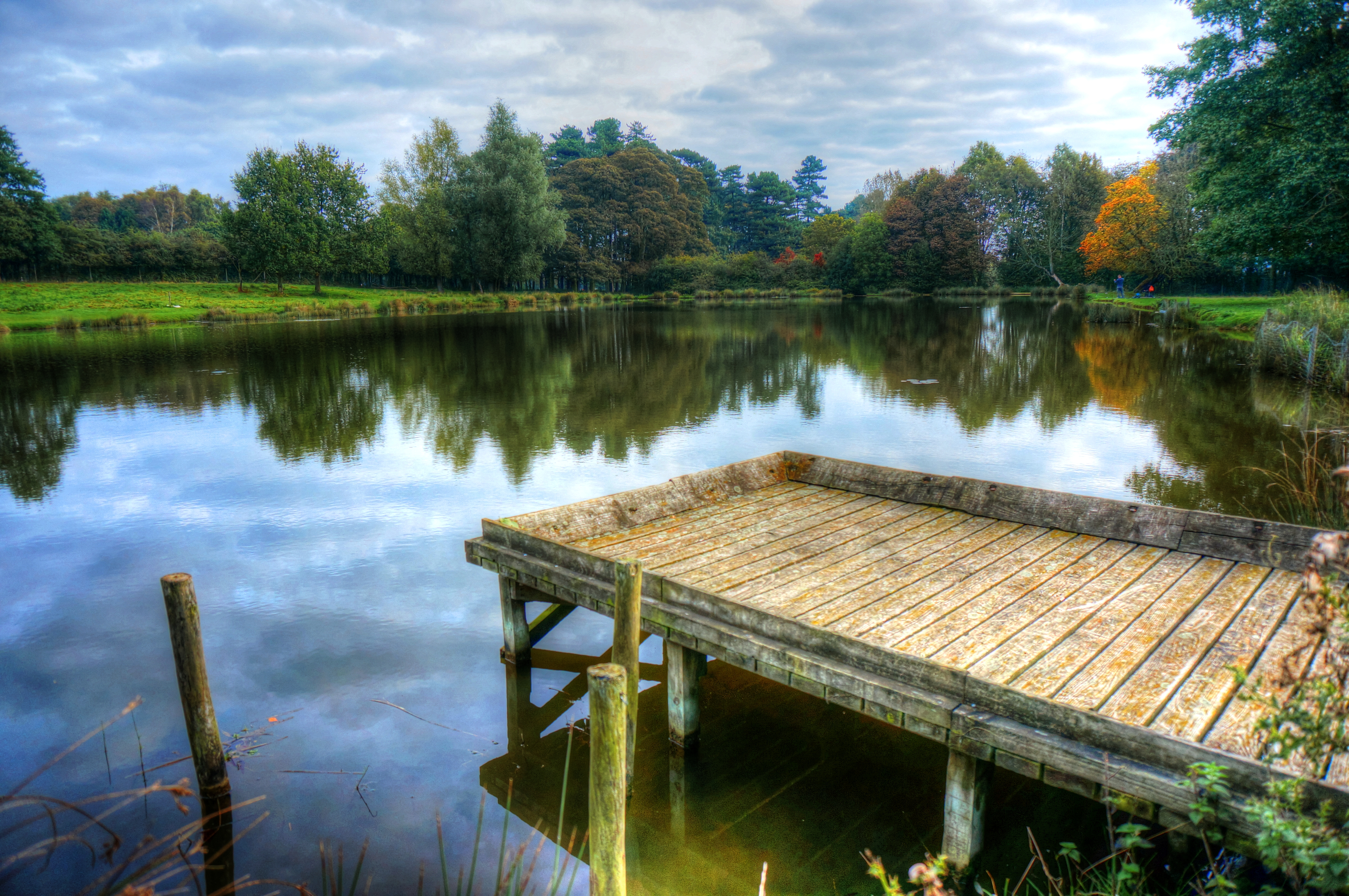
Fischweiher
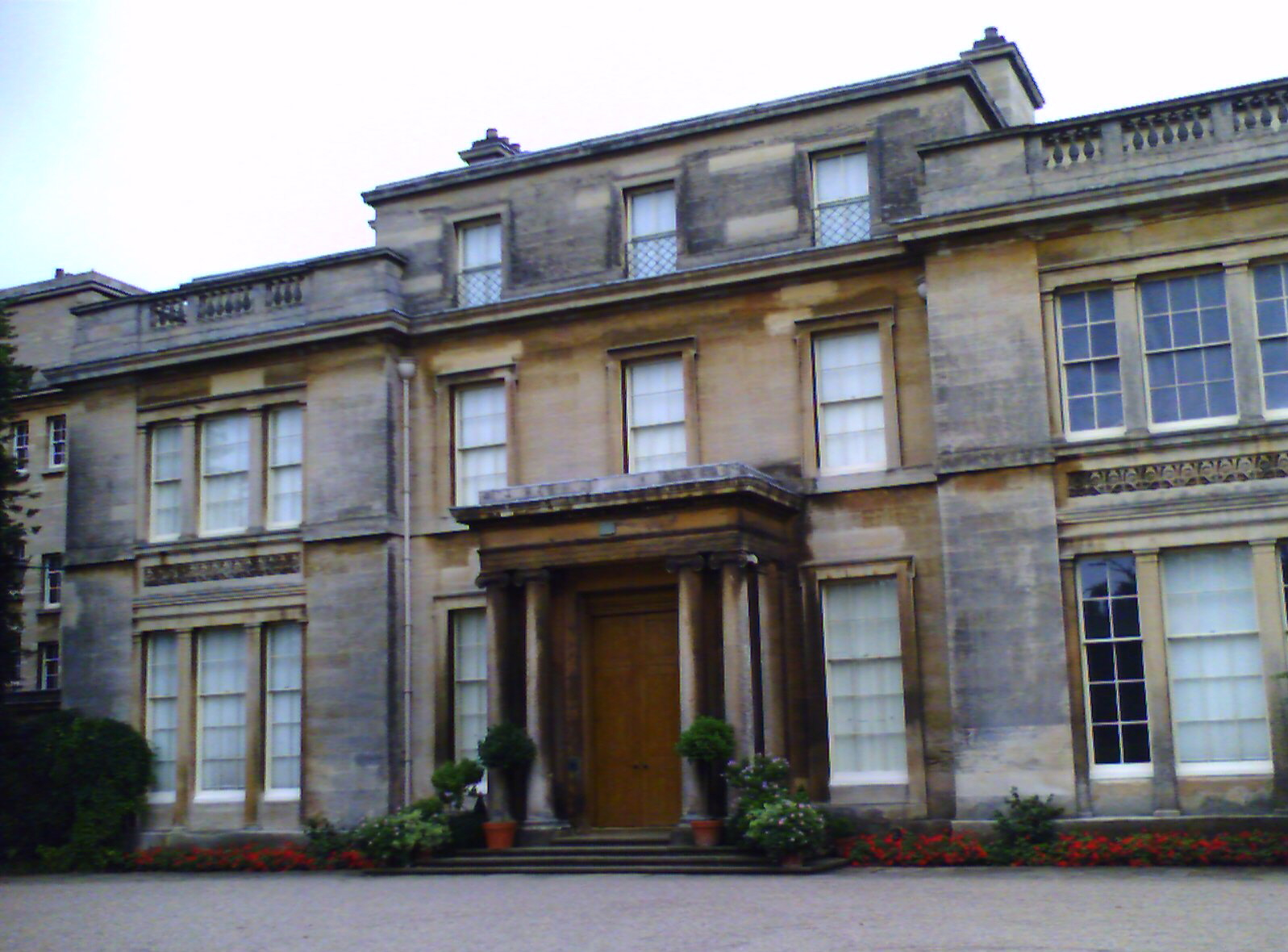
Haupteingang
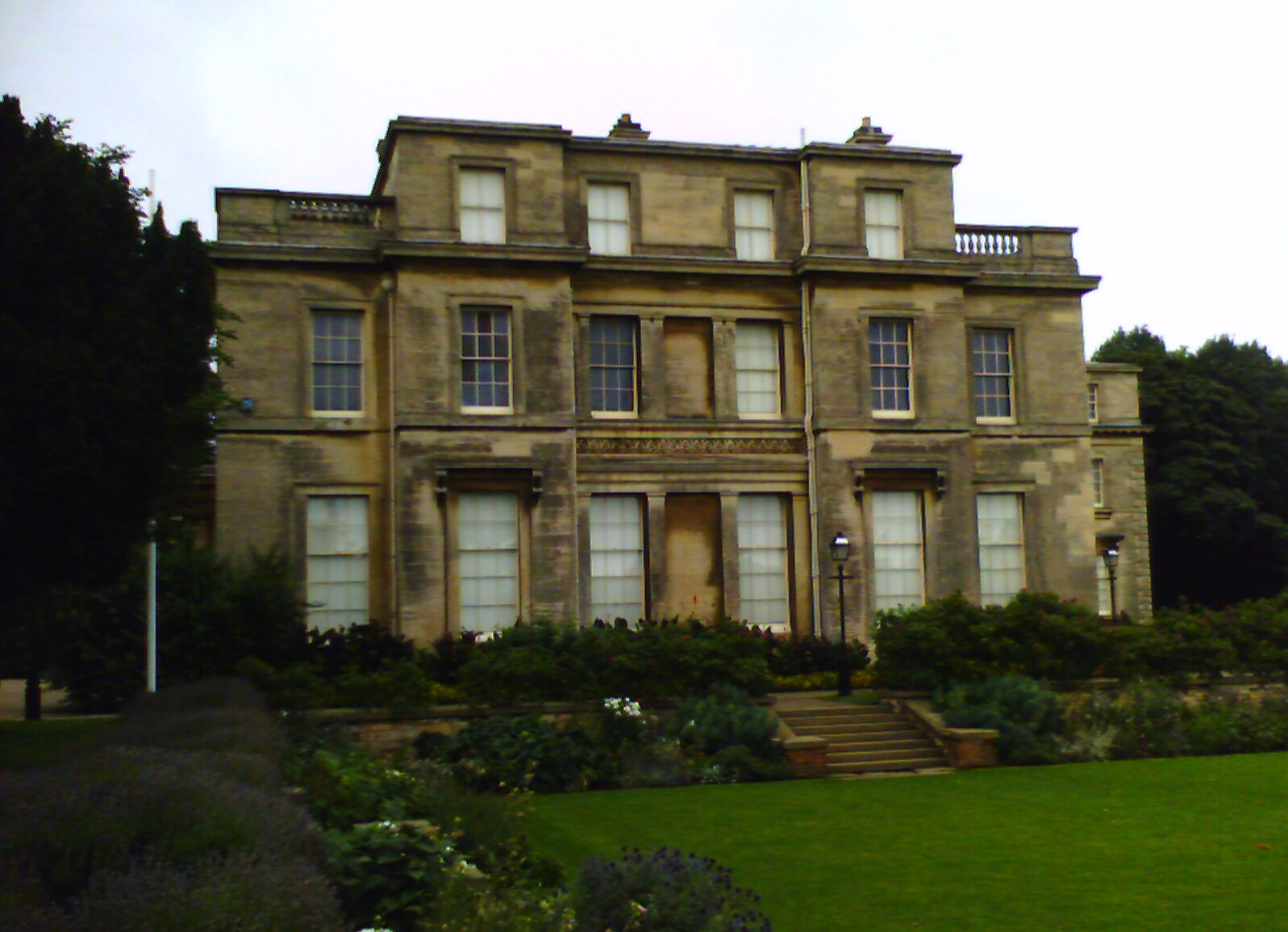
Seitenansicht
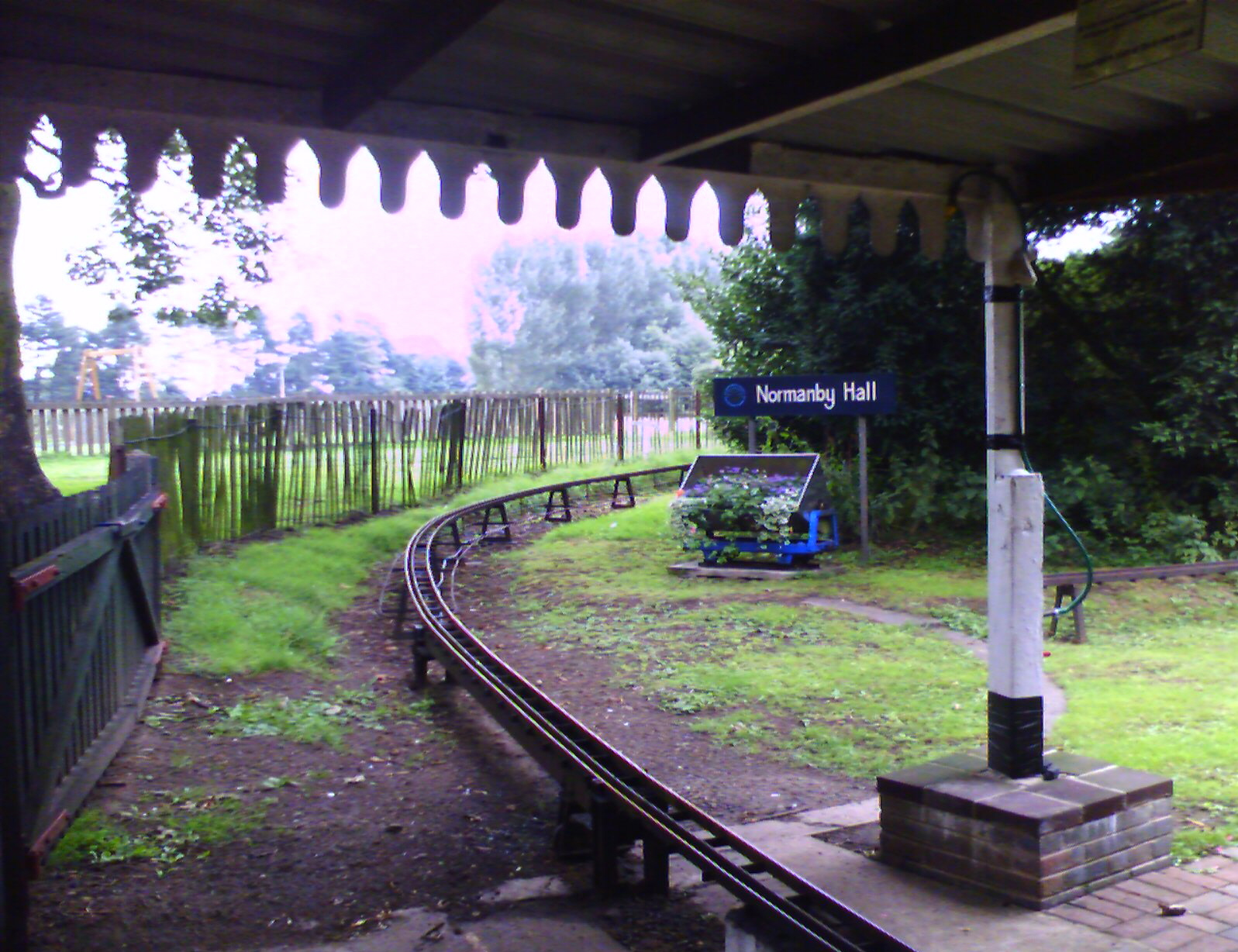
Bahnhof der Minieisenbahn
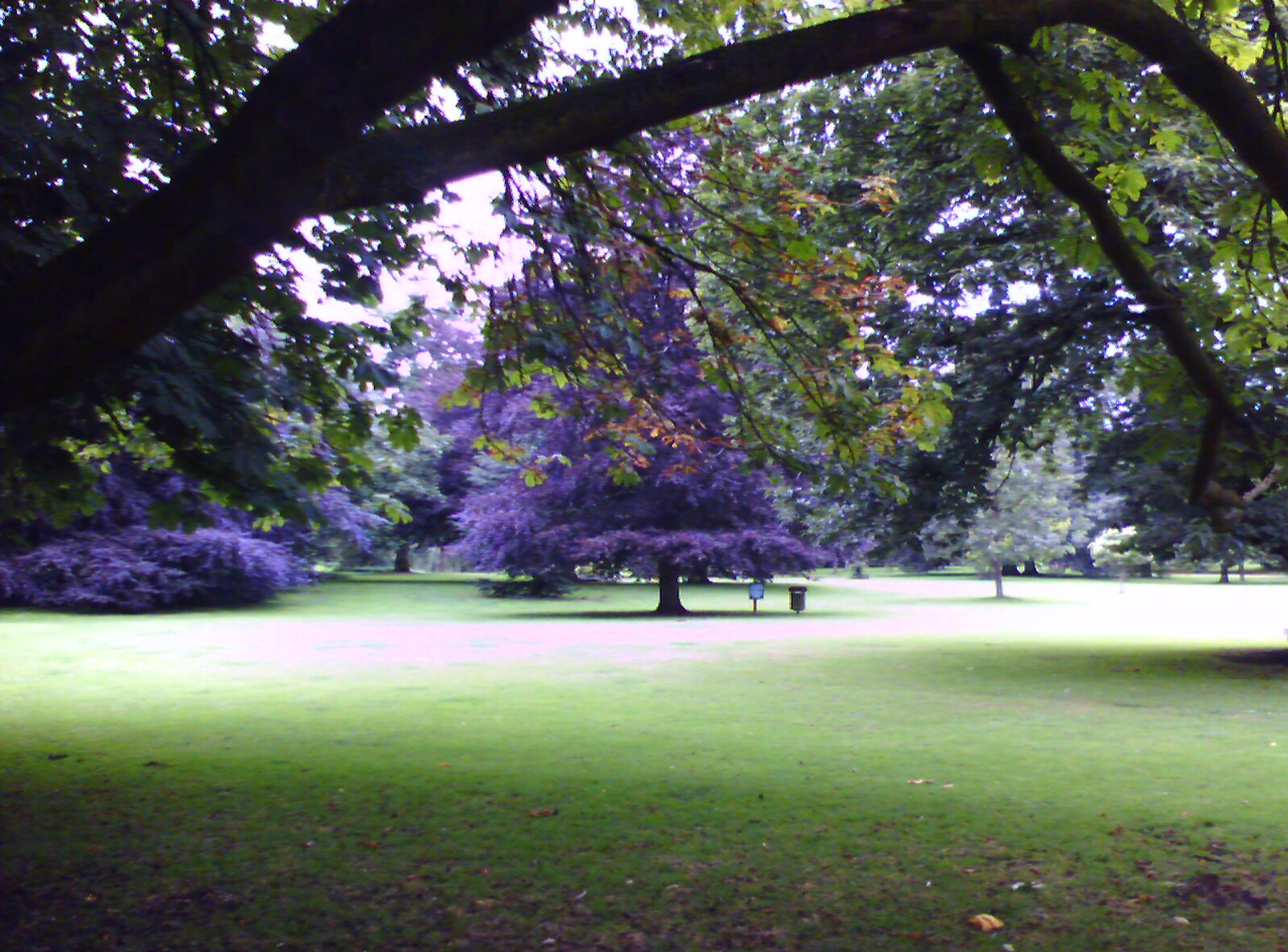
Laubwald im Landschaftspark
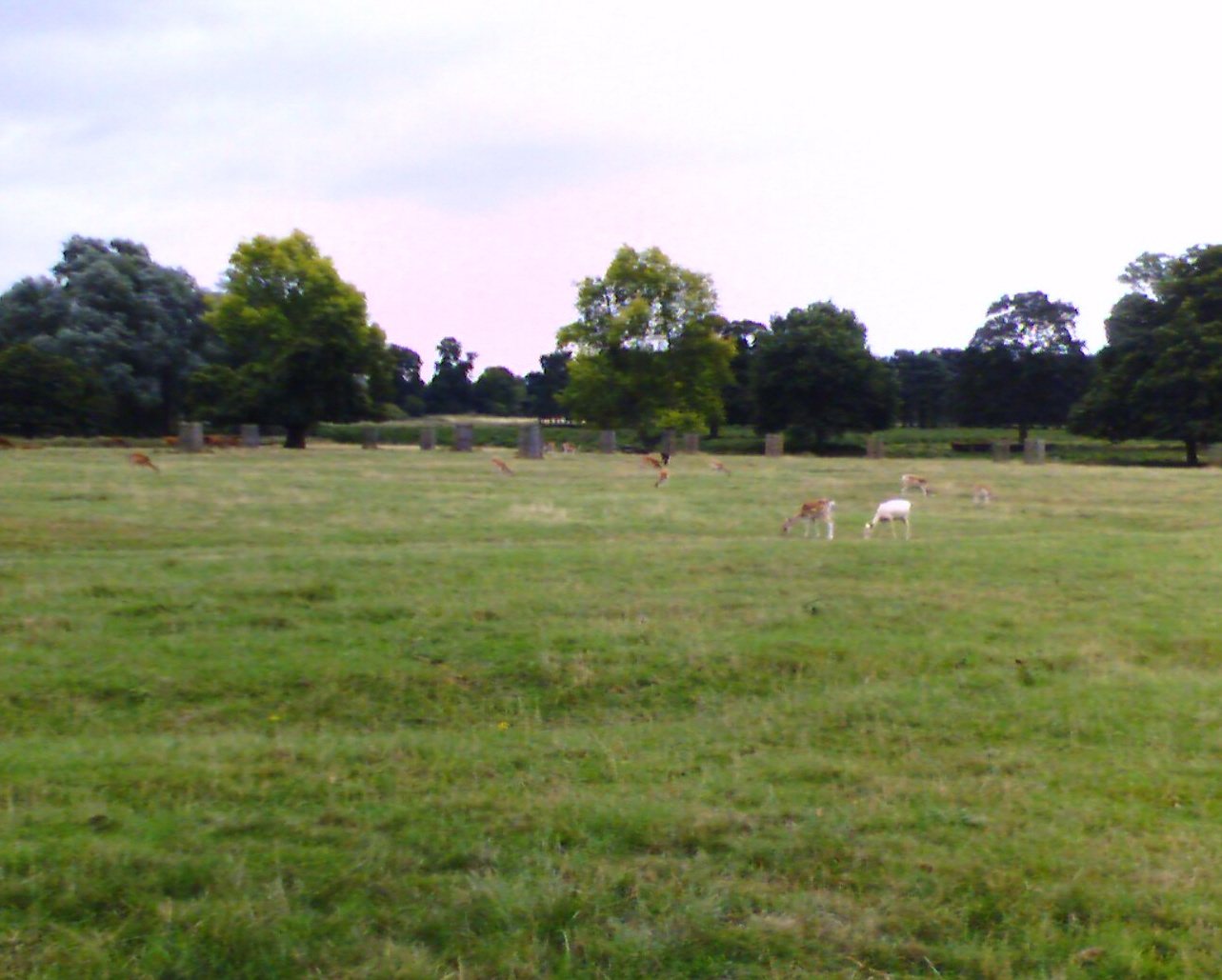
Rehgehege
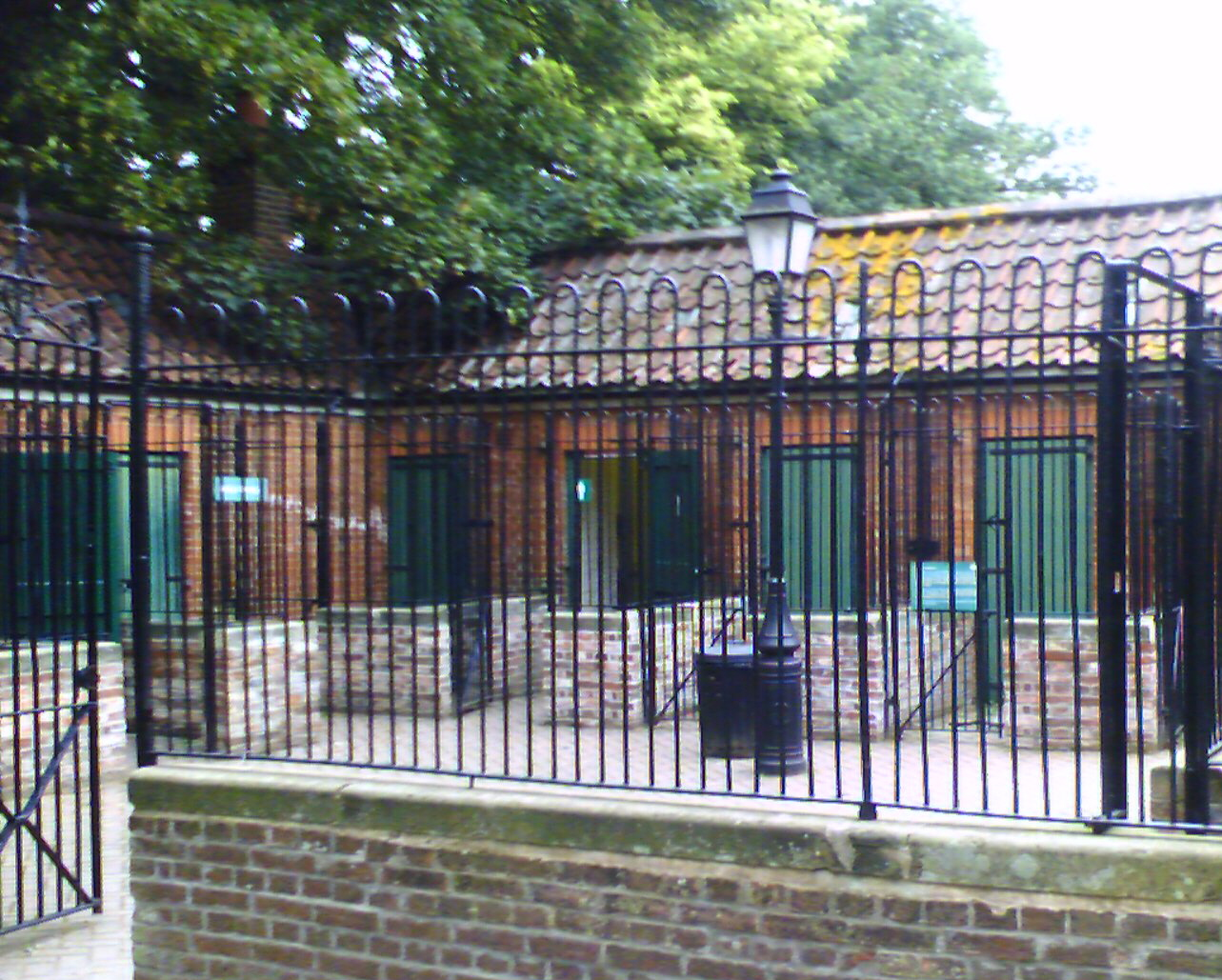
Ehemalige Hundehütten